# Labin (Istrië)
Labin (Italiaans en Latijn: Albona; Duits: Labin, vroeger Tüberg) is een plaats en gemeente op het Kroatische schiereiland Istrië.
Labin heeft een bevolking van 7.904 (2001) in de stad Labin en 12.426 in de gemeente, waaronder ook de stadjes Rabac, Vinež en enkele kleine dorpjes vallen.
In 1921 bestond kortstondig de Republiek Labin, gesticht door mijnwerkers in verzet tegen de Italiaanse overheersing.

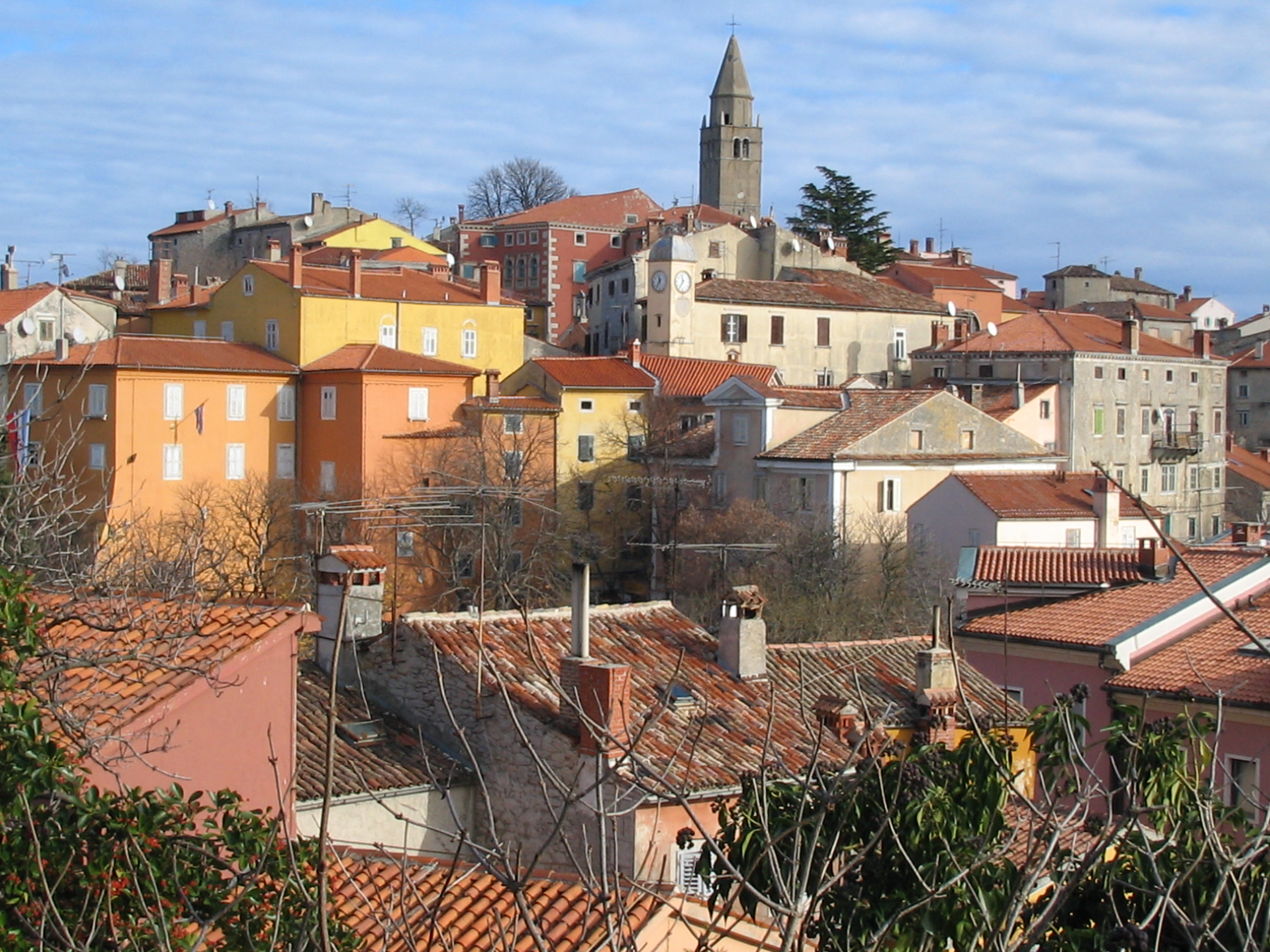
Uitzicht op Labin.

Plaatsen in Istrië: Banjole · Bertoki · Buje · Buzet · Fažana · Hum · Izola · Jagodje · Koper · Koromačno · Labin · Lucija · Medulin · Motovun · Muggia · Novigrad · Pazin · Peroj · Piran · Portorož · Poreč · Premantura ·  Pula · Rabac Luka · Ravni · Roč · Rovinj · Savudrija · Škocjan · Stalije · Štinjan · Trget · Umag · Višnjan · Vodnjan · Vrsar
Taal in Istrië: Čakavisch · Istriotisch · Istro-Roemeens · Italiaans · Sloveens · Kroatisch · Venetiaans
Andere artikelen over Istrië: Golf van Triëst · Istrische Democratische Assemblee · Italianisering · Baai van Koper · Baai van Muggia · Baai van Piran · Kvarner · Lim · Mario Andretti · Nino Benvenuti · Sergio Endrigo · Učka
Steden (gradovi): Pazin · Buje · Buzet · Labin · Novigrad · Poreč · Pula · Rovinj · Umag · Vodnjan

Gemeenten (općine): Bale · Barban · Brtonigla · Cerovlje · Fažana · Funtana · Gračišće · Grožnjan · Kanfanar · Karojba · Kaštelir-Labinci · Kršan · Lanišće · Ližnjan · Lupoglav · Marčana · Medulin · Motovun · Oprtalj · Pićan · Raša · Sveti Lovreč · Sveta Nedelja · Sveti Petar u Šumi · Svetvinčenat · Tar-Vabriga · Tinjan · Višnjan · Vižinada · Vrsar · Žminj